# Руй Віторія
Руй Віторія (порт. Rui Vitória, нар. 16 квітня 1970, Алверка-ду-Рібатежу) — португальський футболіст, що грав на позиції півзахисника. Нині — футбольний тренер.

## Ігрова кар'єра
Народився 16 квітня 1970 року в місті Алверка-ду-Рібатежу. Вихованець футбольної школи клубу «Алверка» з рідного міста.
У дорослому футболі грав за шість клубів, проте ніколи не брав участі в вище ніж третому дивізіоні (чотири сезони), а також провів одинадцять років в четвертому. Також представляв «Вілафранкензе» у чемпіонаті лісабонського регіону.
Завершив ігрову кар'єру в 2003 році в клубі «Алкошетенсе» у віці 32 років.

## Кар'єра тренера
Розпочав тренерську кар'єру 2002 року, очоливши тренерський штаб клубу «Вілафранкензе». Згодом протягом двох років був тренером юнацької команди лісабонської «Бенфіки».
У 2006 році Віторія очолив клуб третього дивізіону «Фатіма», допомагаючи клубу вийти у другий дивізіон в своєму першому сезоні, але потім відразу вилетів назад. У сезоні 2008/09 Віторія вдруге з командою виграв третій дивізіоні і підвищився у класі, але цього разу йому вдалося втримати команду у другому дивізіоні.
У 2010 році фахівець очолив клуб вищого дивізіону чемпіонату Португалії «Пасуш ді Феррейра», з яким зумів дійти до фіналу кубка португальської ліги, але у фіналі поступився «Бенфіці».
У 2011 році Віторія став головним тренером клубу «Віторія» з міста Гімарайнш, з яким в 2013 році зумів завоювати перший серйозний трофей в тренерській кар'єрі — кубок Португалії, цього разу перегравши у фіналі все ту ж «Бенфіку» (цей трофей став першим для клубу за всю його історію).
11 червня 2015 року Руй Віторія очолив «Бенфіку», підписавши трирічний контракт, і в першому ж сезоні виграв з командою чемпіонат, кубок ліги і Суперкубок Португалії, за що був удостоєний звання найкращого тренера чемпіонату Португалії, а його команда встановила португальський рекорд ліги, здобувши 88 очок в 34 матчах, побивши багаторічний рекорд в 86 очок, які здобував Жозе Моурінью з «Порту». У сезоні 2016/17 здобув з командою «золотий дубль», а також знову здобув національний суперкубок.
Втім надалі ситуація значно погіршилась і у сезоні 2017/18 команда не здобула жодного трофею на внутрішній арені, а в єврокубках провела найгірший сезон у груповому етапі Ліги чемпіонів, програвши усі 6 матчів на турнірі з різницею голів 1:14, при цьому поразка 0:5 від «Базеля» стала рекордною для «Бенфіки» в історії цього турніру. Тим не менш Віторія залишився на посаді, але 4 січня 2019 року, після низки поганих результатів протягом нового сезону 2018/19 років, контракт Віторії був розірваний клубом.
14 січня 2019 року португальський спеціаліст очолив саудівський клуб «Ан-Наср» (Ер-Ріяд), який йшов на другому місці в чемпіонаті, і за підсумками сезону 2018/19 виграв з командою чемпіонат Саудівської Аравії.
У 2021 році був головним тренером російського клубу «Спартак» (Москва).
З 2022 по 2024 роки очолював тренерський штаб збірної Єгипту.
З 2024 року очолює грецьку команду «Панатінаїкос».

## Досягнення
- Фатіма
  - Переможець Третього дивізіону: 2008/09
- Віторія
  - Володар Кубка Португалії: 2012-13
- Бенфіка
  - Чемпіон Португалії: 2015-16, 2016-17
  - Володар Кубка Португалії: 2016-17
  - Володар Кубка португальської ліги: 2015-16
  - Володар Суперкубка Португалії: 2016, 2017
- «Ан-Наср»
  - Чемпіон Саудівської Аравії: 2018/19
  - Володар Суперкубка Саудівської Аравії: 2019

### Індивідуальні
- Найкращий тренер чемпіонату Португалії: 2015-16